# Économie de l'abondance
 (août 2011).
Si vous disposez d'ouvrages ou d'articles de référence ou si vous connaissez des sites web de qualité traitant du thème abordé ici, merci de compléter l'article en donnant les références utiles à sa vérifiabilité et en les liant à la section « Notes et références ».
L'économie de l'abondance est un modèle économique dans lequel tout ou une partie des biens, services et informations sont gratuits ou pratiquement gratuits. Une première forme d'économie d'abondance apparaît avec l'économie distributive de Jacques Duboin vers le milieu du XXe siècle, dont l'abondance est le verso « logique ». Une autre forme, contemporaine, est liée à l'abondance en ressources primaires (matière et énergie), en conjonction avec des systèmes automatisés capables de transformer ces ressources en produits et services finis, permettant une production de produits physiques sans nécessiter de labeur humain.
Ce modèle a d'abord été évoqué dans la science fiction, principalement anglo-saxonne, avec notamment Pandora's Millions de George O. Smith, ou L'Âge de diamant, de Neal Stephenson. Dans le cycle de nouvelles La Culture, Iain Banks décrit une société extraterrestre connaissant une économie de l’abondance.
Il s'agit aujourd'hui d'une notion très répandue, spécialement dans les univers post-humains ou post-singularistes.
Dans le monde réel, de nombreuses personnes considèrent que le mouvement du logiciel libre constitue d'ores et déjà une économie de l'abondance. Richard Stallman, fondateur de la fondation GNU, et une des figures les plus influentes du mouvement du logiciel libre parle de ce dernier comme d'une première étape vers l'économie de l'abondance dans le manifeste GNU (appelée dans cette traduction « après-pénurie », traduction littérale du terme anglais « post-scarcity ») .
Dans la même lignée, un ensemble de projets de matériel libre (open hardware) tente de reproduire ce succès dans le monde matériel, en s'appuyant sur des techniques d'impression 3D ou sur des fablabs. Ce domaine est cependant plus jeune et moins mature que celui du logiciel libre, ce qui n'a pas empêché le gouvernement américain de s'y intéresser et de chercher à accompagner le mieux possible le mouvement.

## Technologie
L'économie de l'abondance est souvent associée par les futurologues aux progrès dans des technologies telles que la robotique ou les nanotechnologies. Des formes spéculatives de nanotechnologies, comme l'assembleur moléculaire, pourraient automatiser dans le futur la création de biens, étant données les bonnes instructions, ainsi que les matières premières et l'énergie nécessaires,. De même, certains estiment que des progrès dans l'intelligence artificielle et la robotique pourraient mener à une société où la création de biens est automatisée et où le travail humain n'est plus nécessaire, menant à un niveau de vie très élevé,.

## Marxisme
Karl Marx, dans une section de son Grundrisse sur la mécanisation, avance que la transition vers une société post-capitaliste combinée à l'automatisation permettrait la réduction significative du travail nécessaire à la fabrication des produits de première nécessité, atteignant éventuellement un stade d'évolution où chaque personne aurait un temps libre suffisant pour s'adonner à la science, aux arts et autres activités créatives; état que certains qualifièrent plus tard d'« après-pénurie », ou, en anglais, « post-scarcity ».
Marx explique que le capitalisme, c'est-à-dire la croissance économique basée sur l'accumulation du capital et la propriété privée, dépend de l'exploitation du surtravail des ouvriers, mais qu'une société post-capitaliste permettrait la distribution libre et gratuite des biens, rendue possible par l'abondance découlant de l'automatisation. 
L'économie communiste découle d'un système socialiste le précédant. Selon Marx, le socialisme - c'est-à-dire la propriété socialisée des moyens de productions - permettrait le progrès vers le développement d'une économie communiste totale par le développement des techniques avancées. Sous le socialisme, avec les niveaux d'automatisation croissants, une proportion sans cesse croissante des biens seraient distribués gratuitement. 
Marx ne croyait pas en l'élimination des travaux les plus physiques grâce aux seuls avancements technologiques dans une société capitaliste, car il pensait que le capitalisme contenait en lui-même des tendances allant à l'encontre de l'automatisation et la prévenait de se développer au delà d'un certain point. Ainsi, le travail manuel industriel ne pourrait être éliminé avant le renversement du capitalisme. Certains commentateurs de Marx ont argumentés qu'à l'époque du Grundrisse, il pensait que l'effondrement du capitalisme dû à l'automatisation croissante était inévitable en dépit de ces tendances contraires, mais qu'à l'époque de l'écriture du Capital il avait abandonné cette vision, et était amené à croire que le capitalisme pourrait continuellement se renouveler à moins d'un renversement.

### Communisation
Un certain courant du marxisme rejette la transition socialiste, et donc le développement de l'automatisation, pour arriver à une société communiste d'abondance de manière quasi instantanée.